# Die Metamorphose der Pflanzen

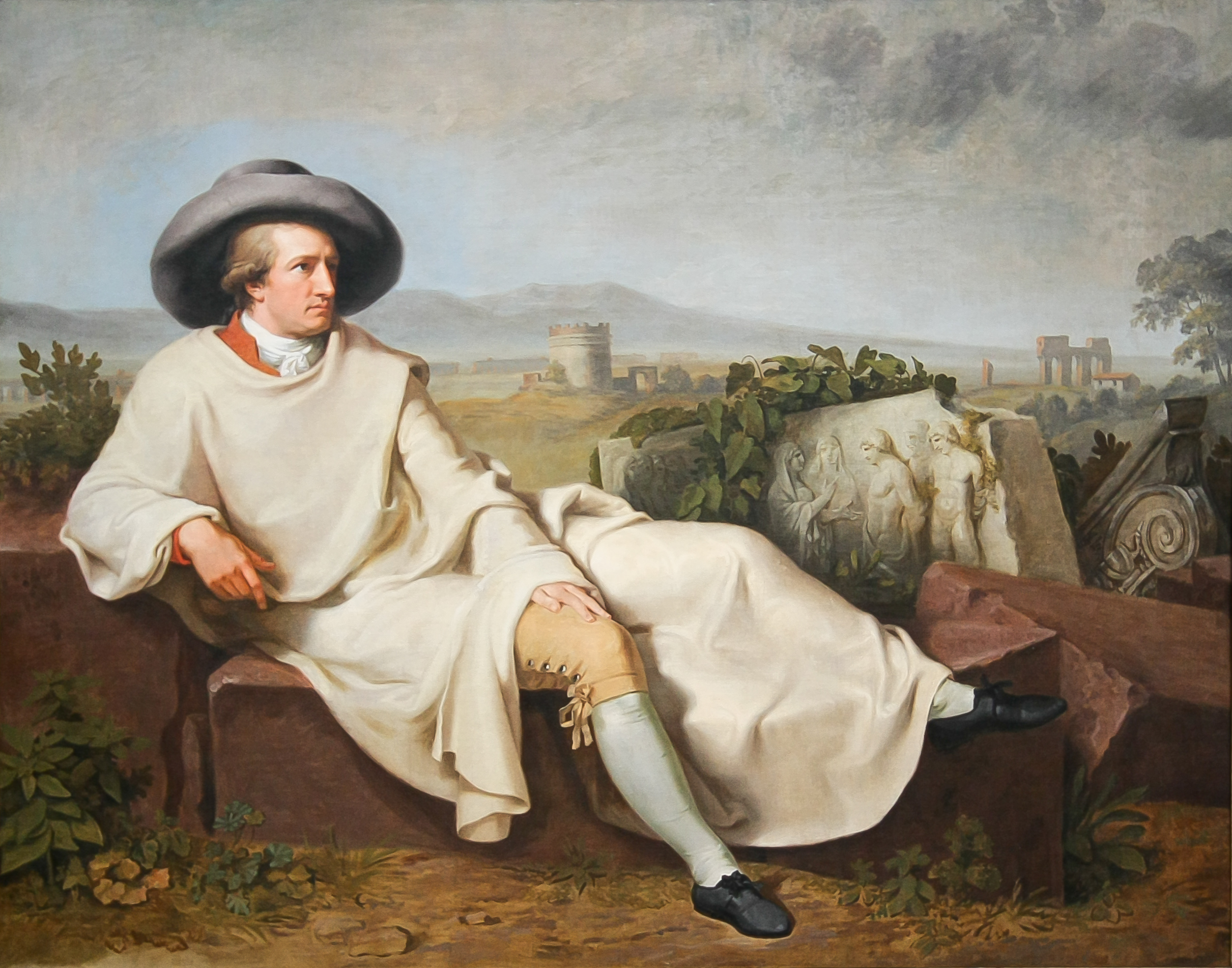
Goethe in der Campagna von Johann Heinrich Wilhelm Tischbein, 1787

Die Metamorphose der Pflanzen ist der Titel einer Elegie von Johann Wolfgang von Goethe, die am 17. und 18. Juni 1798 entstand und Ende 1798 in Friedrich Schillers Musen-Almanach für das Jahr 1799 veröffentlicht wurde. 1800 nahm er sie, leicht überarbeitet, in den siebten Band der Neuen Schriften auf und ordnete sie der Gruppe anderer Elegien zu. In die Ausgabe letzter Hand hingegen fügte er das Gedicht in die Rubrik Gott und Welt ein und ließ ihm das verwandte  Metamorphose der Tiere folgen.
Seine letzte Elegie in antiken Versen wurde durch das Lehrepos De rerum natura des römischen Dichters Lukrez angeregt. Von dem Vorbild abweichend, verwendet Goethe nicht ausschließlich Hexameter, sondern das aus Hexameter und Pentameter bestehende elegische Distichon und schließt damit an die vorangegangenen Römischen Elegien an.
Die Metamorphose der Pflanzen ist ein zentrales Werk aus Goethes klassischer Zeit. Mit ihm wendet er sich an Christiane Vulpius und präsentiert nicht nur die Ergebnisse seiner botanischen Studien, sondern auch seine morphologische Lehre in konzentrierter Form. Vor den Augen des Lesers entfaltet sich der Idealtyp einer Pflanze nach der Gesetzlichkeit der Metamorphose, die Goethe auch auf Tiere und Menschen übertrug.

## Entstehung und Publikationsgeschichte

### Lehrgedicht
Von Karl Ludwig von Knebels Übersetzung des lukrezischen Lehrgedichts ausgehend, plante Goethe eine umfangreiche Dichtung, welche die ganze zeitgenössische Naturlehre umfassen sollte. Schiller unterstützte ihn, da er repräsentative Beispiele dieser Kunstform vermisste und er „die Natur in ihrer reichen Mannichfaltigkeit, Bewegung und Zusammenwirkung der Phantasie“ nahebringen wollte.
Der Metamorphose der Pflanzen ließ er eine Metamorphose der Tiere folgen, welche die Quintessenz der vergleichenden anatomischen Studien enthält, allerdings fragmentarischen Charakter hat. Goethe konzentrierte sich in ihr auf Typus, Gesetzmäßigkeit und Harmonie der Wirbeltiere. Das von ihm anvisierte und idealisierte große „Naturgedicht in unsern Tagen“ konnte er nicht abschließen.

### Botanische Studien und Rückkehr nach Weimar

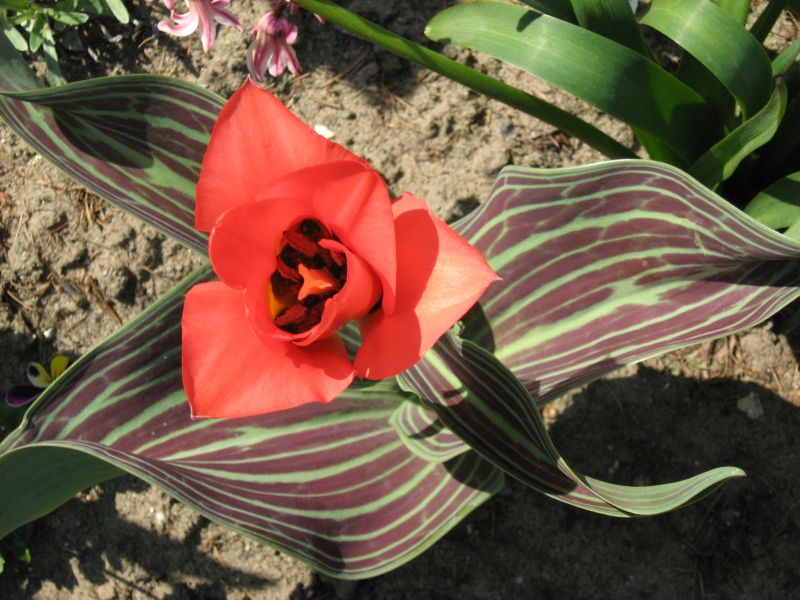
Greig-Tulpe (Tulipa greigii)

Goethe hatte sich bereits zu Beginn seiner Weimarer Jahre mit Botanik beschäftigt und seine Studien während der Italienischen Reise vertieft. 1790, zwei Jahre nach seiner Rückkehr aus Italien, veröffentlichte er mit dem Versuch die Metamorphose der Pflanzen zu erklären sein erstes naturwissenschaftliches Werk.
Das Gedicht konzentriert wesentliche Teile dieser Schrift. Als er diese Studie im Jahre 1817 ein zweites Mal drucken ließ, fügte er das Gedicht hinzu, um die verschlungenen Wege der Botanik zu versinnbildlichen. Damit übernahm Goethe poetologische Vorstellungen zur Lehrdichtung, die bereits in der Antike formuliert worden waren und in der Aufklärung des 18. Jahrhunderts erneut aufgegriffen wurden. Die lyrische Darstellung sollte ein ungeschultes Publikum dazu bewegen, sich auf die Vermittlung fachlichen Wissens einzulassen.
In der zugehörigen Begleitschrift, Schicksal der Druckschrift, blickte er zurück und rief die Vorstellungen und Meinungen in Erinnerung, auf die er nach seinen Italienerlebnissen treffen musste. Aus einem wissenschaftlichen Kreis heraus hatten sich kritische Stimmen gegen seine botanische Abhandlung erhoben, und auch andere Zeitgenossen wollten „nicht zugeben, daß Wissenschaft und Poesie vereinbar seien. Man vergaß, daß Wissenschaft sich aus Poesie entwickelt habe,“ und übersah, dass nach einem Zeitumschwung, „beide sich wieder freundlich [...] begegnen könnten.“ Da einige „Freundinnen“ an der „abstrakten Gärtnerei“ scheiterten, versuchte er sie „durch eine Elegie zu locken.“
Die autobiographische, im selben Jahr geschriebene Abhandlung Schicksal der Handschrift schildert die Schwierigkeiten nach seiner Ankunft in Weimar. Aus dem „formreichen“ Italien war er in das „gestaltlose“ Deutschland gekommen, den heiteren Himmel mit dem „düsteren zu vertauschen“. Niemand habe seine Begeisterung für das Entfernte verstehen oder ihn trösten wollen. Nachdem er ununterbrochen gesammelt und beobachtet hatte, glaubte er nun, „der Natur abgemerkt zu haben, wie sie gesetzlich zu Werke geht.“

## Form und Inhalt
Das Werk ist dreiteilig und kann als Anrede, Mittelteil und Synthese betrachtet werden. Der Erzähler wendet sich zu Beginn an seine „Geliebte“, die der unüberschaubare Ozean des Blumenreichs zu verwirren scheint. Seine umfangreiche Erklärung geht dabei über die ursprüngliche Frage hinaus. Die eigentliche Bedeutung der Liebe wird erst am Ende der Elegie enthüllt.

### Erster Teil
In den ersten acht Versen sowie dem Schlussteil der Verse 63 – 80 spricht das lyrische Ich ein Gegenüber an, das belehrt werden soll. Erkennt es das geheime Gesetz, das sich nur schrittweise erfassen lässt, wird es die tiefen Geheimnisse der Natur verstehen.
Dich verwirret, Geliebte, die tausendfältige Mischung

Dieses Blumengewühls über dem Garten umher;

### Mittelteil
Der Mittelteil umfasst die Verse 9 – 62 und beschreibt die Entwicklung der einzelnen Pflanze. Vom keimenden Samen, der, wie ein zusammengefaltetes Blatt, die schlafende Kraft des Lebens bewahrte, erhebt sich der Trieb, der unter dem „heiligen“ Licht, über Knoten und Blätter eine immer größere Gestalt wachsen lässt, die endlich in der Blüte mündet.
Werdend betrachte sie nun, wie nach und nach sich die Pflanze,

Stufenweise geführt, bildet zu Blüten und Frucht.
Die bestimmende Kraft dieser Entwicklung ist „der Trieb“, der zur Vollkommenheit strebt und schrittweise über die Sprossachse den Kelch bildet, der die Blüte umschließt, aus der sich wiederum die Frucht bildet. Dies alles ist nur möglich, wenn die Kräfte des Samens durch „mächtige Hände“ der Natur gelenkt werden, um sich zu entfalten und im Perianth in einem weiteren Schritt die Fortpflanzungsorgane bilden. Bald trägt die Blüte unzählige Keime und kann den Kreislauf des Lebens fortsetzen.
Für Goethe reihen sich die Zyklen des Lebens wie eine unendliche Kette aneinander:
Und hier schließt die Natur den Ring der ewigen Kräfte;

Doch ein neuer sogleich fasset den vorigen an,

Daß die Kette sich fort durch alle Zeiten verlänge

Und das Ganze belebt, so wie das Einzelne, sei.

### Schluss
Im dritten Teil überträgt Goethe die eben erkannte „Metamorphose“ der Flora auch auf die Fauna. Die „Geliebte“ sieht alles klarer, kann entferntere Regionen erblicken und die „ewigen Gesetze“ der Pflanze in anderen Bereichen anwenden. Schaut sie sich weiter um und sieht die Raupe oder den Schmetterling, erkennt sie, dass die Gesetze nicht nur im Tierreich gelten, sondern auch den Menschen betreffen, der allerdings seine Metamorphose verantwortlich gestalten kann.
Am Ende des Gedichts stellt er die natürliche Höherentwicklung mit der Genese menschlicher Gefühle gleich, die sich vom „Keim der Bekanntschaft“ ausgehend, über Gewohnheit und Freundschaft bis zur Liebe  entfalten. So ruft er der Partnerin zu:
Freue dich auch des heutigen Tags! Die heilige Liebe

Strebt zu der höchsten Frucht gleicher Gesinnungen auf,

Gleicher Ansicht der Dinge, damit in harmonischem Anschaun

Sich verbinde das Paar, finde die höhere Welt.

## Metamorphose

Metamorphose im Tierreich, von der Kaulquappe bis zum Frosch

Heute wird der Begriff Metamorphose allgemein enger gefasst und hat nicht die Bandbreite wie noch zu Goethes oder früheren Zeiten.
In der griechischen und römischen Mythologie verwendete man ihn, wenn sich Menschen in Pflanzen oder Tiere, Quellen oder andere Naturphänomene verwandelten. Goethe fand den Begriff bereits bei Carl von Linné oder Voltaire, gebrauchte ihn aber eigenständig und baute ihn zu einem umfassenden Gedankensystem aus.
Beschrieb die moderne Biologie seiner Tage die Umwandlung vom Larven- zum Adultstadium unterschiedlicher Tiergruppen, erweiterte er den Begriff auf die generelle Umbildung von Lebewesen und auf das jeweilige Resultat dieser Umgestaltung.
Goethe unterschied die „sukzessive“ von der „simultanen“ Metamorphose. Während bei der sukzessiven Umwandlung verschiedene Lebensformen auseinander hervorgehen (Larve – Puppe – Imago), handelt es sich bei der simultanen um die Unterschiede ähnlicher Strukturen, etwa die zwischen den Wirbeln der Wirbelsäule. In seiner botanischen Abhandlung spielen beide Formen eine Rolle.
Für Goethes Kunst war seine Naturforschung von überragender Bedeutung und bestimmte seit der Italienischen Reise sein Werk.
Während er unter der Sonne Italiens seinen Studien nachging, glaubte er irgendwann, den tiefen Zusammenhang zwischen Natur und Kunst erkannt zu haben. Die Natur war das einheitsstiftende Moment und bot Gesetze, mit denen die unüberschaubare Erscheinungsvielfalt erfasst werden konnte. Da Kunstwerke ebenso nach natürlichen Gesetzen geschaffen worden waren wie alles Lebendige, gehorchte auch die Gesellschaft diesen Gesetzen und brachte als Höchstes die Kunst hervor. Das Modell für all diese Vorgänge war die „Metamorphose“ der kleinen Pflanze vor ihm. So wie er die Natur betrachtete, wollte er fortan die Kunst auffassen.
Die Entwicklungsgesetze der Natur stellen sich als ewige Folge von Metamorphosen einer jeweiligen Urgestalt dar, die nicht nur botanische Phänomene, sondern den Gesamtprozess des Werdens aller Lebewesen betreffen.

## Botanische Schrift und Elegie

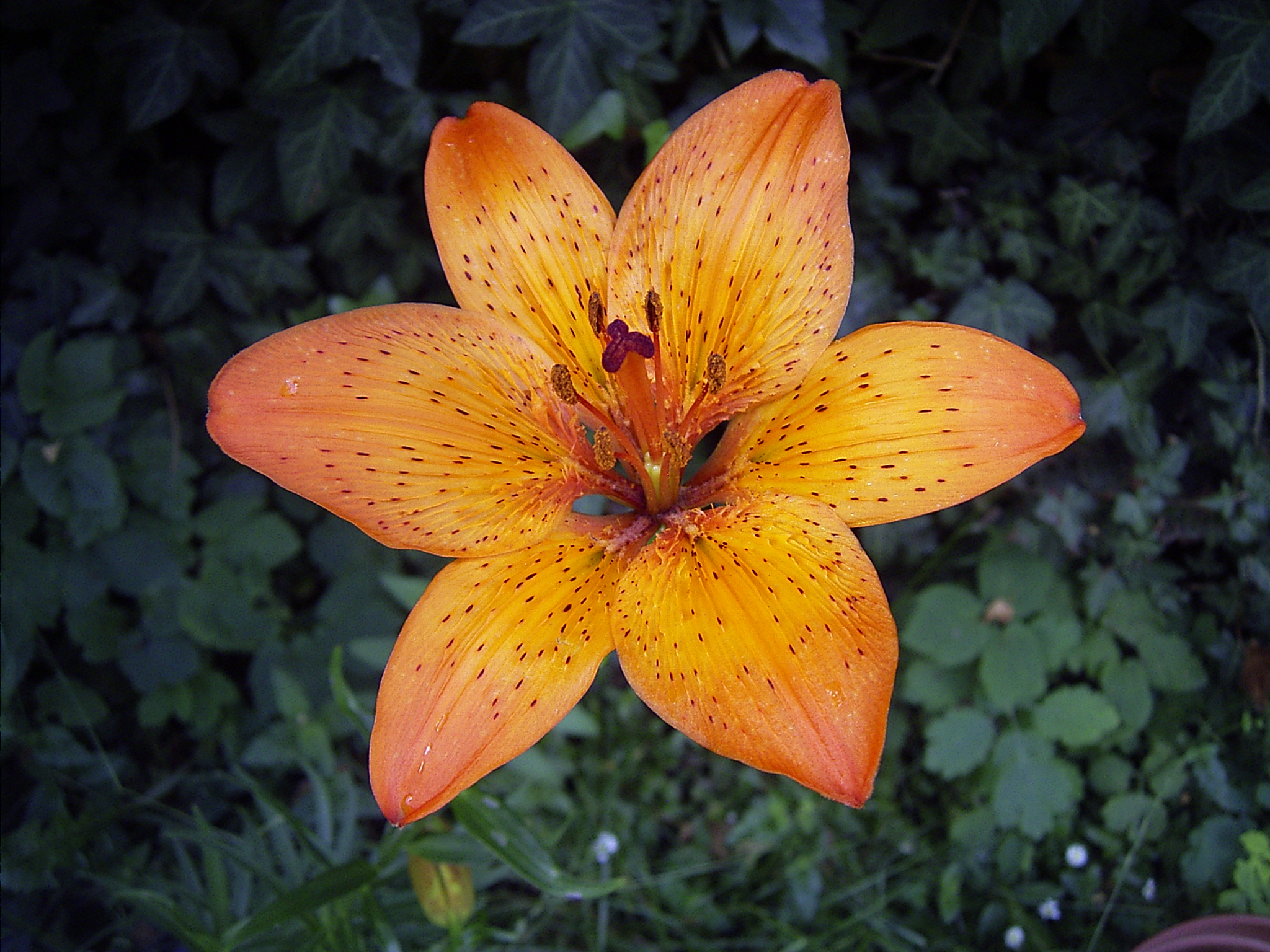
Eine „typische“ Blüte der Einkeimblättrigen aus je zwei Kreisen Tepalen und Staubblättern, ein dreiteiliger Fruchtknoten (hier Feuer-Lilie, Lilium bulbiferum)

Die einzelnen Stufen der im Gedicht gezeigten Pflanzengenese vom Samen zur Blüte entsprechen denen der botanischen Abhandlung. In Italien hatte er sich mit der Urpflanze beschäftigt und später gegenüber Schillers kritischem Einwand, es handele sich lediglich um eine Idee, konsterniert erwidert, sie sei eine Erfahrungstatsache. Im weiteren Verlauf seines Reiseberichts ging er zu anderen Begriffen über und sprach von der „Metamorphose der Pflanze“' oder der „Gesetzlichkeit der Pflanzenorganisation“, womit er das  generative Moment der Urpflanze dynamisierte und es um das zentrale Element der „Entwicklung“ bereicherte. In die 30 Jahre später veröffentlichte Italienische Reise konnte er nun das integrieren, was er seit 1788 erarbeitet hatte.
Für Goethe entwickelten sich die einzelnen Pflanzenteile aus einem Verwandlungsprozess während des Wachstums. Keimblätter und Stängel, Knoten, Blüte und Frucht sind Abwandlungen der zentralen Gestalt – des Blattes. Der Samen selbst enthält das aufgerollte und in sich verdichtete Blatt, dessen Ursprungsfunktion er immer wieder hervorhob, um zugleich die „verschiedenen Organe“ und „diejenigen Früchte, welche ihre Samen fest in sich zu verschließen pflegen, aus der Blattgestalt“ abzuleiten. Was als die Einheit in der Vielfalt der Pflanzenteile gesucht wurde, sollte man nun im Prinzip des Blattes finden.
In seiner Elegie gab er die wissenschaftlichen Termini seiner Studie nicht auf, transformierte sie aber in den rhetorischen Kontext der Lyrik, was etwa bei den Epitheta auffällt. Während in der Studie sachliche Adjektive die Stilschicht bestimmen, finden sich im Gedicht eher ausschmückend-charakterisierende. Am Anfang des ersten Kapitels Von den Samenblättern liest man: „Sie läßt ihre Hüllen mehr oder weniger in der Erde zurück [...] und bringt in vielen Fällen, wenn die Wurzel sich in den Boden befestigt hat, die ersten Organe ihres oberen Wachstums, welche schon unter der Samendecke verborgen gegenwärtig gewesen, an das Licht hervor.“ Im Gedicht dagegen heißt es: „Aus dem Samen entwickeln sie sich, sobald ihn der Erde / Stille befeuchtender Schoß hold in das Leben entläßt, / Und dem Reize des Lichts, des heiligen, ewig bewegten, / Gleich den zartesten Bau keimender Blätter empfiehlt.“

## Besonderheiten und Interpretation

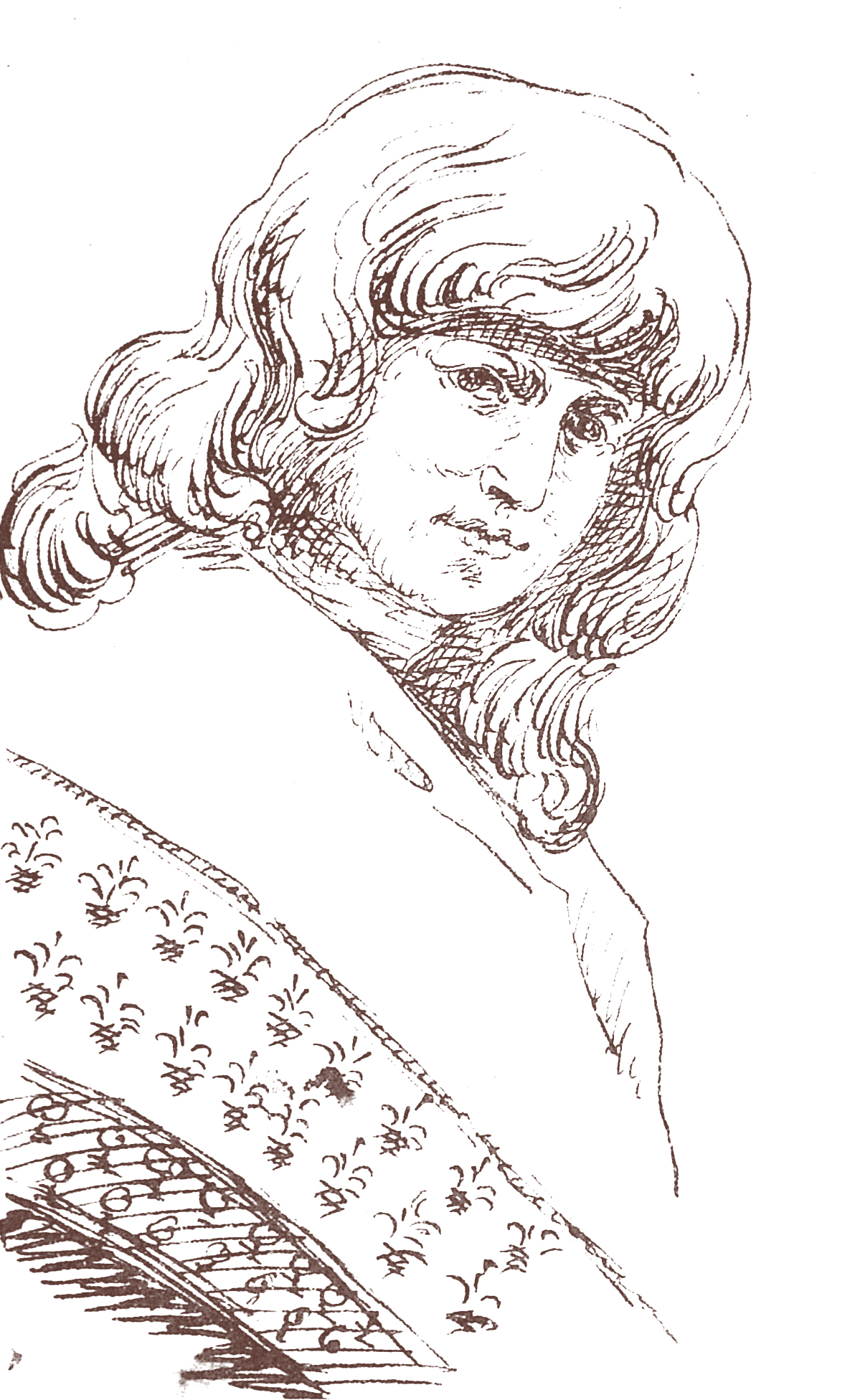
Die Geliebte, Christiane Vulpius, von Goethe gezeichnet

Die Elegie dokumentiert den Vorrang der Anschauung, Erfahrung und Sinnlichkeit gegenüber abstrakter Verallgemeinerung und zeugt von Goethes Glauben an die harmonisierende Einheit von Mensch und Natur. Das Allgemeine kann sich im Einzelnen enthüllen, das Einzelne darf hingegen nicht im Abstraktionsverfahren verschwinden. Es ist zwar statthaft und wissenschaftlich sinnvoll, Gesetzlichkeiten generalisierend zu bilden, der Schatz des Besonderen darf aber nicht in ihnen versinken.
Heide Kalmbach hält die Bezeichnung „Elegie“ nicht nur wegen des elegischen Versmaßes für angemessen. Sie glaubt einen elegischen Grundton immer dann zu erkennen, wenn die menschliche Sphäre angesprochen wird. Goethe entwarf das Gedicht nach eben den Gesetzen der Morphologie, die es vermitteln will.
Indem es Naturwissenschaft und Kunst verbinde, bilde es den klassischen Übergang zwischen den zarten Poesien der Römischen Elegien und der wertbezogenen Dichtung, die sich in den Bildungsgesetzen Wilhelm Meisters, der natürlichen Anziehung der Wahlverwandtschaften und der Symbolik des Faust zeige und bereits auf die Lyrik des Alters hindeute.
Nach Auffassung von Reiner Wild ist die „Geliebte“ – ebenso wie der Sprecher – Subjekt des Erkenntnisvorganges. Indem sie Kunst und Natur in ihrem Wesen versteht und zu reflektieren beginnt, wird Erkenntnis zur Selbsterkenntnis und die Trennung von Subjekt und Objekt überwunden.
Im harmonischen Anschauen der Natur verbinden sich zwei Menschen zum Paar. Die anfängliche Anrede an die „Geliebte“ erschließt sich somit erst am Ende der Elegie – das Werk wird zum Liebesgedicht. Goethe verbindet nicht nur die Genese der Pflanze mit der Entfaltung der Liebe, sondern fügt seinem Gebilde noch eine sinnliche Note hinzu:

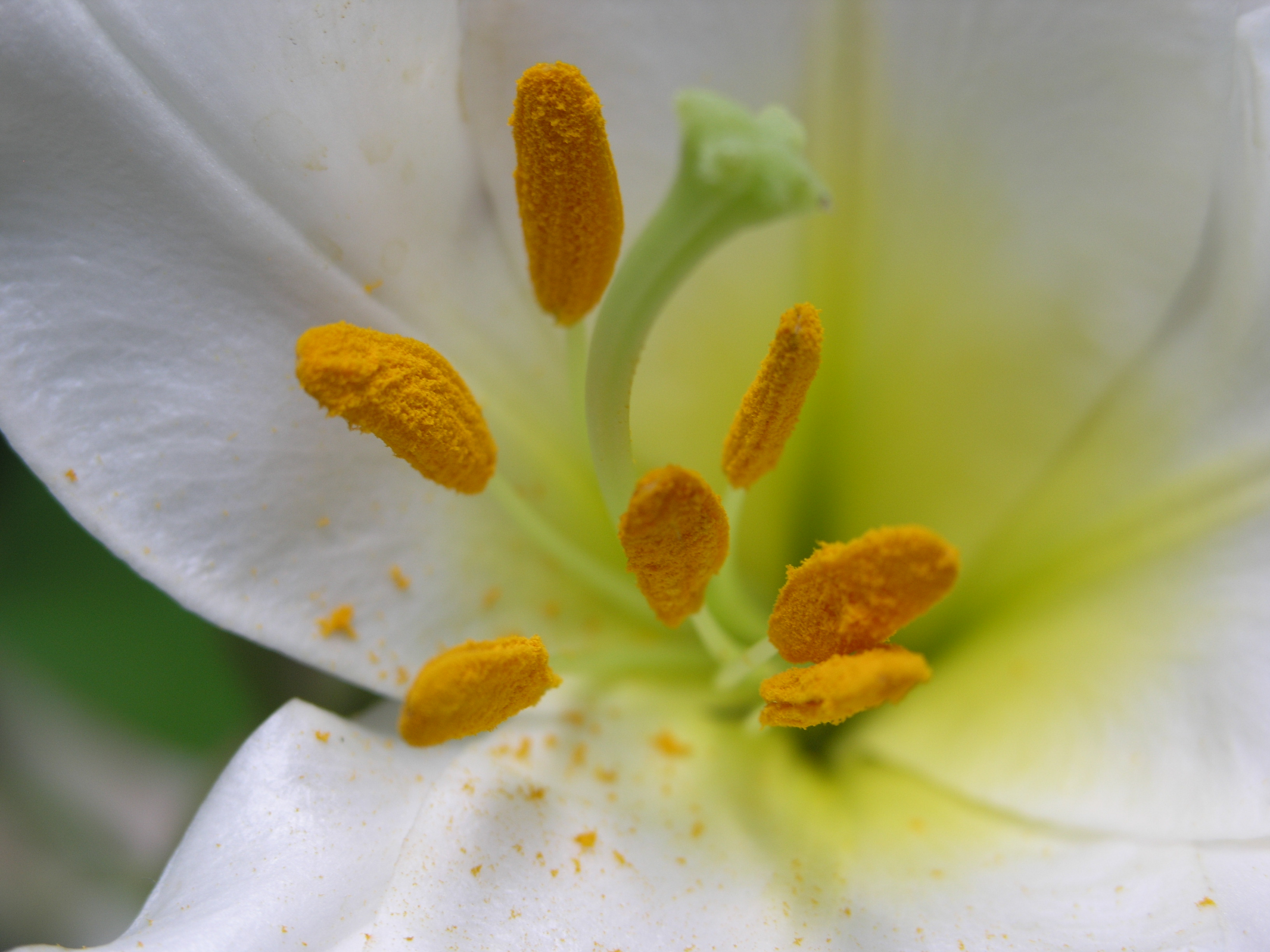
Staubblätter einer Lilie

Indem er das Wort „Paar“ bereits an der markanten Stelle über die zur Vereinigung bestimmten Teile (Griffel und Staubgefäße) der Blüte nennt, bereichert er die Elegie um eine erotische und sexuelle Dimension. Er überhöht die „Verbindung“ im Sinne chemischer Affinität und Wahlverwandtschaft zum „holden Paar“, das von „herrlichen Düften“ und „Hymen“, dem Gott der Hochzeit, umschwebt wird. Diesem Blütengott entsprechend nennt er am Ende nun Amor und leitet das botanische Lehrgedicht damit in den Liebesdialog über. Die „heilige Liebe“ ist das allumfassende Prinzip, das die Natur bis zum Menschen trägt.
Mit seiner Liebe wird das Paar endlich zum Symbol der weltumfassenden Bedeutung der Metamorphose. Da eine wesentliche Leitidee der Klassik die Einheit von Poesie und Naturwissenschaft ist, steht die Elegie somit für die klassischen Positionen Goethes.